# 埃尔西·索蒂罗普卢
埃尔西·索蒂罗普卢（希臘語：Έρση Σωτηροπούλου，1953年—），希腊作家，生于帕特雷，后定居雅典。曾在佛罗伦萨学习哲学和文化人类学，并于希腊驻意大利大使馆担任教育顾问。她发表过多部诗集、短篇小说集和长篇小说。
索蒂罗普卢的第五部小说《穿行苦橙树》是希腊第一部同时斩获国家图书奖和书评人奖的作品。故事是关于20世纪末四个希腊年轻人：一个重病在床的女人、对她不满的弟弟、情绪冲动的护士、她叛逆的女儿。每个人都挣扎在自己的命运里，同时又给他人带来困境。虽然讲述的是沉闷的日常，但作者采用了一种后现代主义和黑色幽默的笔调。2017年，她的小说《夜晚的剩余》获地中海奖，该书讲述了年轻的希腊诗人康斯坦蒂诺斯·卡瓦菲斯游历巴黎的故事。